# 塞馬溫
36°37′N 4°48′E / 36.617°N 4.800°E

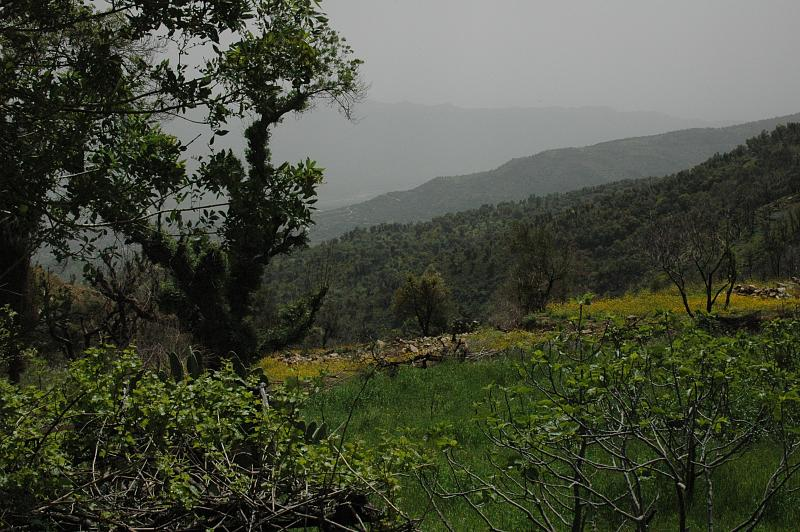
塞馬溫的景色

塞馬溫（阿拉伯语：‎），是阿爾及利亞的城鎮，位於該國北部貝賈亞省，由阿米祖爾區負責管轄，面積34平方公里，2008年人口13,616，人口密度每平方公里404人。